# 屯門碼頭駅
屯門碼頭駅（とんもんまとうえき、テュンムンマータウえき）または屯門埠頭駅（とんもんふとうえき）は香港軽鉄で最南端の終点駅である。駅番号は001、6つの系統が発着している。

## 駅構造

### 概要
屯門碼頭駅は屯門碼頭付近、海翠花園の地平部分にあり、バスターミナルも併設されている。
| 上層部        |              | 海趣坊(商業施設)、海翠花園(高層住宅)                    |
| ホーム (地面) | 出口         | 軽鉄顧客窓口、屯門碼頭、バスターミナル                  |
| ホーム (地面) | 1番ホーム    | 予備 (当初は軽鉄506系統ホームとして計画)                |
| ホーム (地面) | ▽ 片面ホーム |                                                         |
| ホーム (地面) | 2番ホーム    | ■軽鉄507系統 田景方面                                   |
| ホーム (地面) | ▽ 片面ホーム |                                                         |
| ホーム (地面) | 3番ホーム    | ■軽鉄615系統 元朗方面（良景経由）■軽鉄615P系統 兆康方面 |
| ホーム (地面) | ▽ 片面ホーム |                                                         |
| ホーム (地面) | 4番ホーム    | ■軽鉄610系統 元朗方面（沢豊経由）                       |
| ホーム (地面) | ▽ 片面ホーム |                                                         |
| ホーム (地面) | 5番ホーム    | ■軽鉄614系統 元朗方面（杯渡経由）■軽鉄614P系統 兆康方面 |
| ホーム (地面) | ▽ 片面ホーム |                                                         |
| ホーム (地面) | 6番ホーム    | 予備                                                    |
| ホーム (地面) | ▽ 片面ホーム |                                                         |
| ホーム (地面) | 7番ホーム    | 降車ホーム (610,615,615P 系統)                          |
| ホーム (地面) | ▽ 片面ホーム |                                                         |

### 駅構内詳細
屯門碼頭駅には7つのホームがある、これは軽鉄の駅としては最大である。

2番から6番ホームは乗車用としても使用され、7番ホームは610系統、615系統、615P系統の降車用として使用される。

614P系統と615P系統は当駅で系統番号を変更する。

614P系統南行きは3番ホームに到着後615P系統に、615P系統南行きは5番ホームに到着後614P系統として運行される。

1番ホームは本来506系統のために用意されたが、杯渡路の立体交差の工事がされていないことと、車輌の不足で506系統はバスによる運行とされたため、当ホームは予備となっている。

乗客が駅構内を通行する時は、櫛形に分岐する軌道の上を歩くことになるため、歩く方向によっては、後方から接近する電車に気付きにくいことがある。

事故防止のため、電車に注意しながら駅構内を通行することが望ましい。

軽鉄顧客窓口は海趣坊入口側に開設されている。

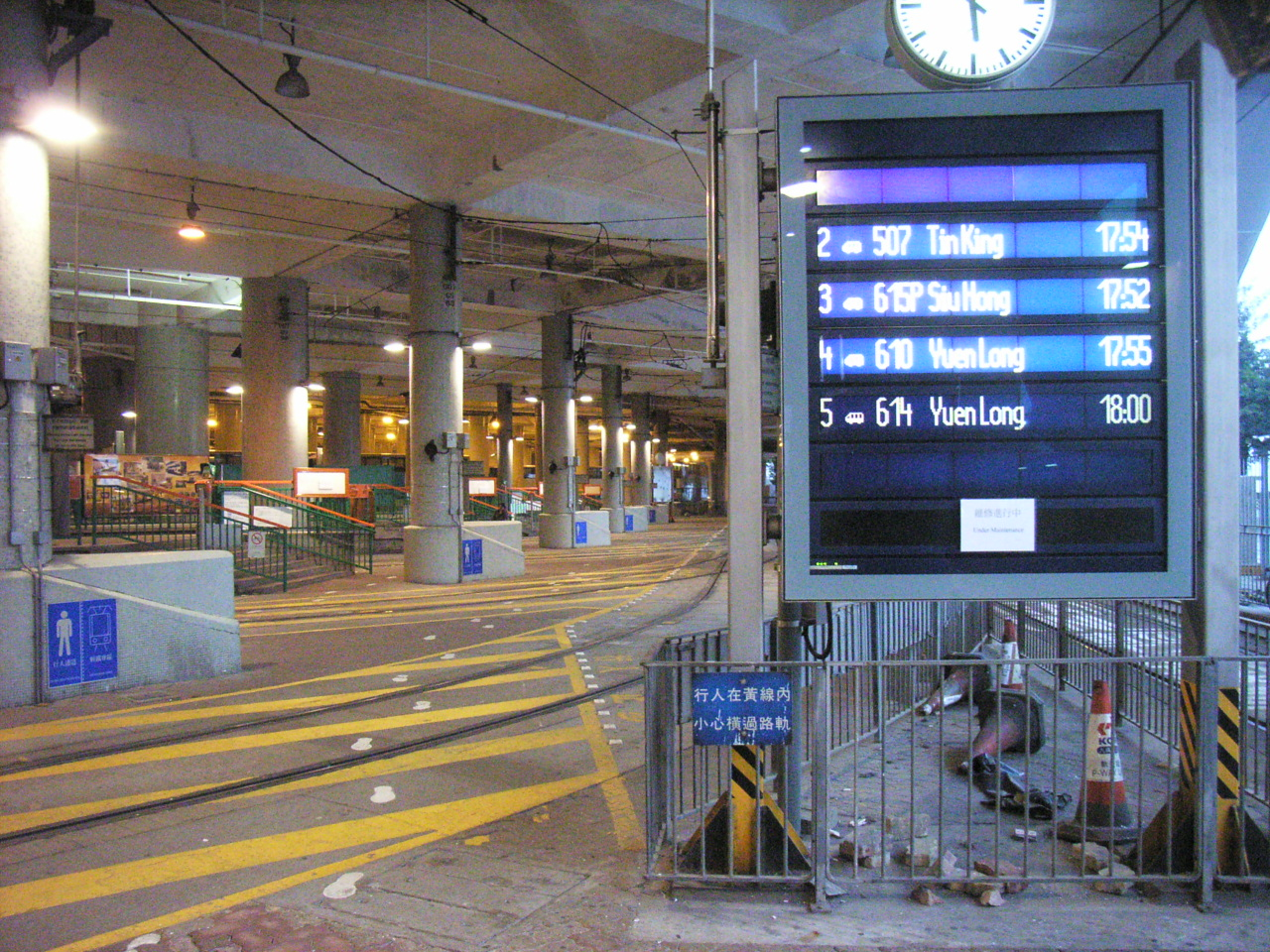
発車時刻案内板
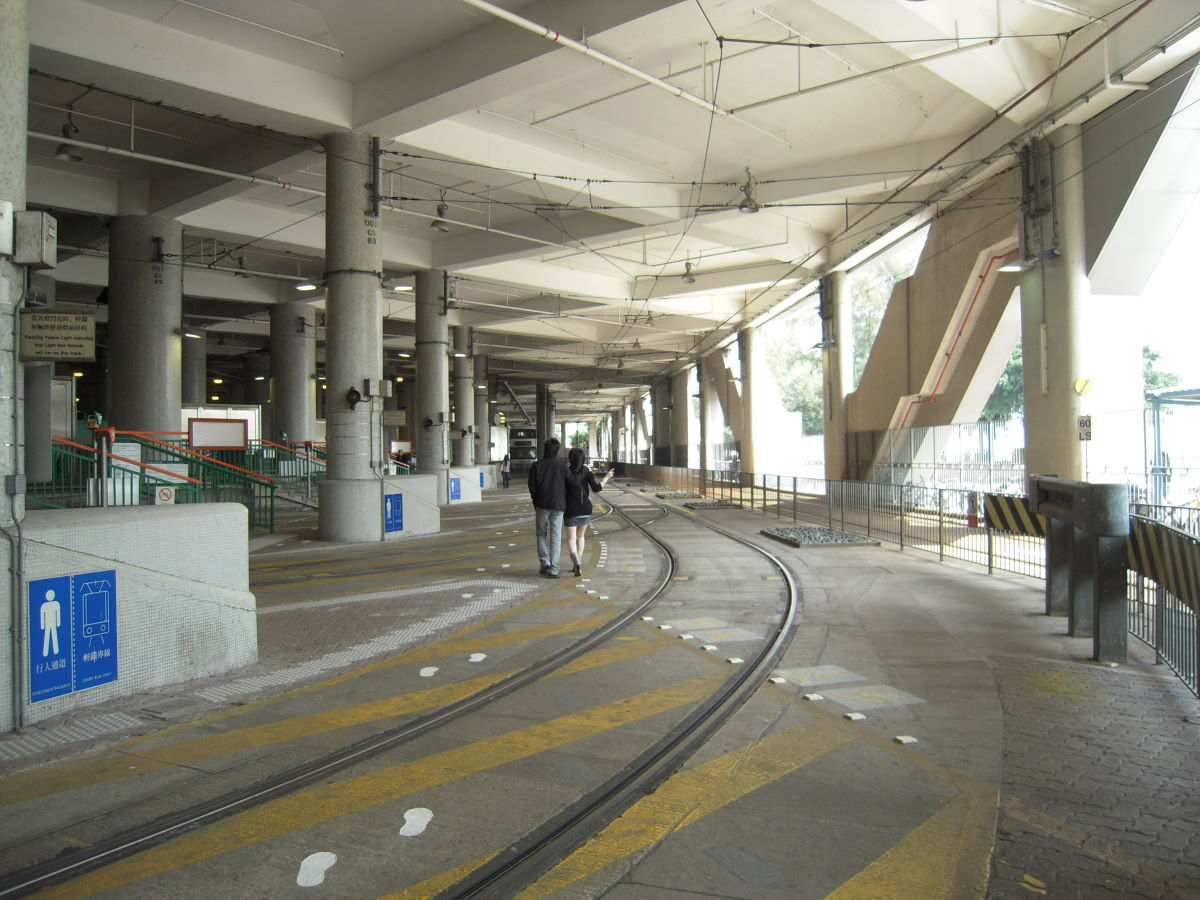
軌道上の歩行者通路
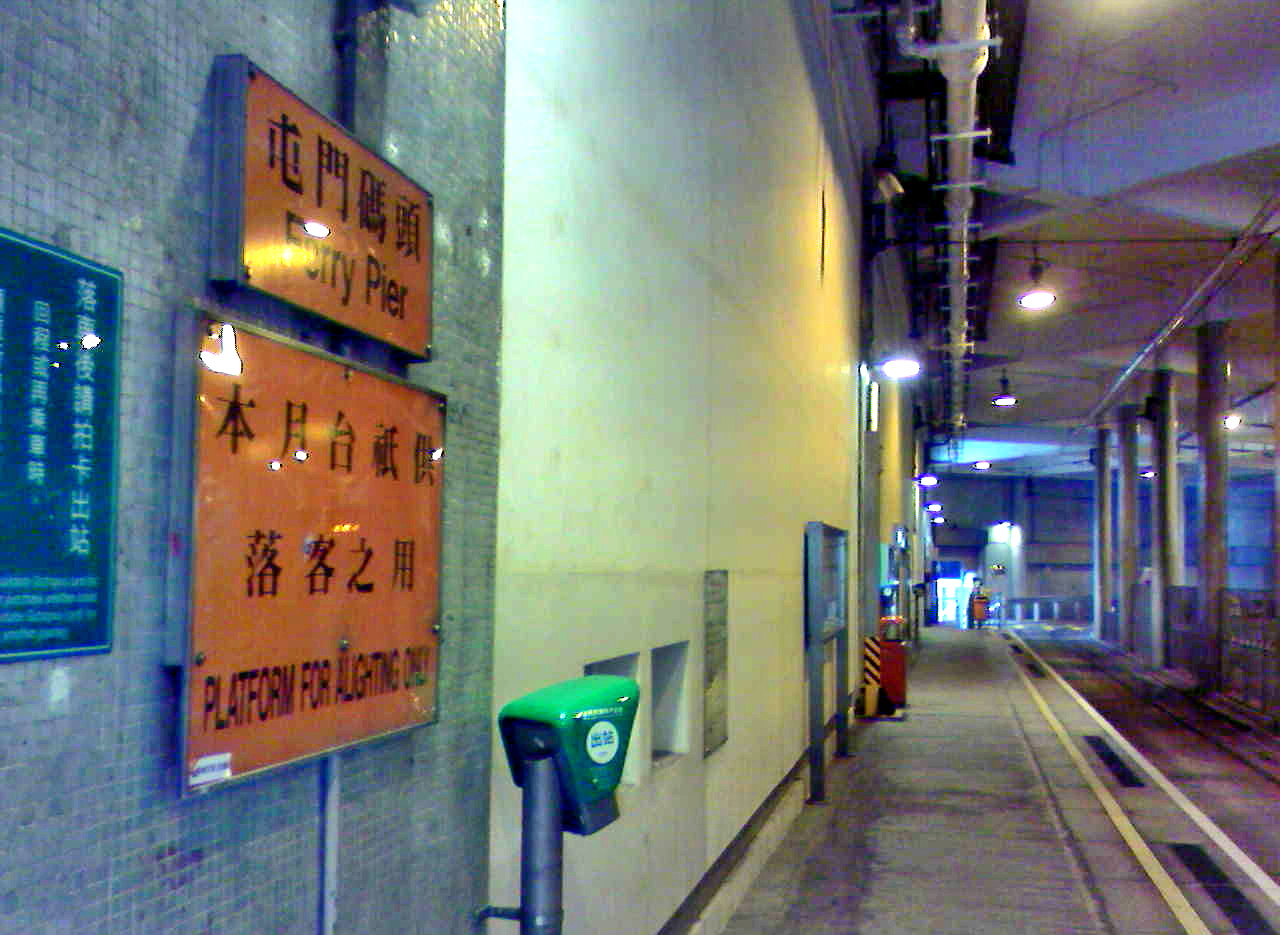
7番ホーム、降車専用
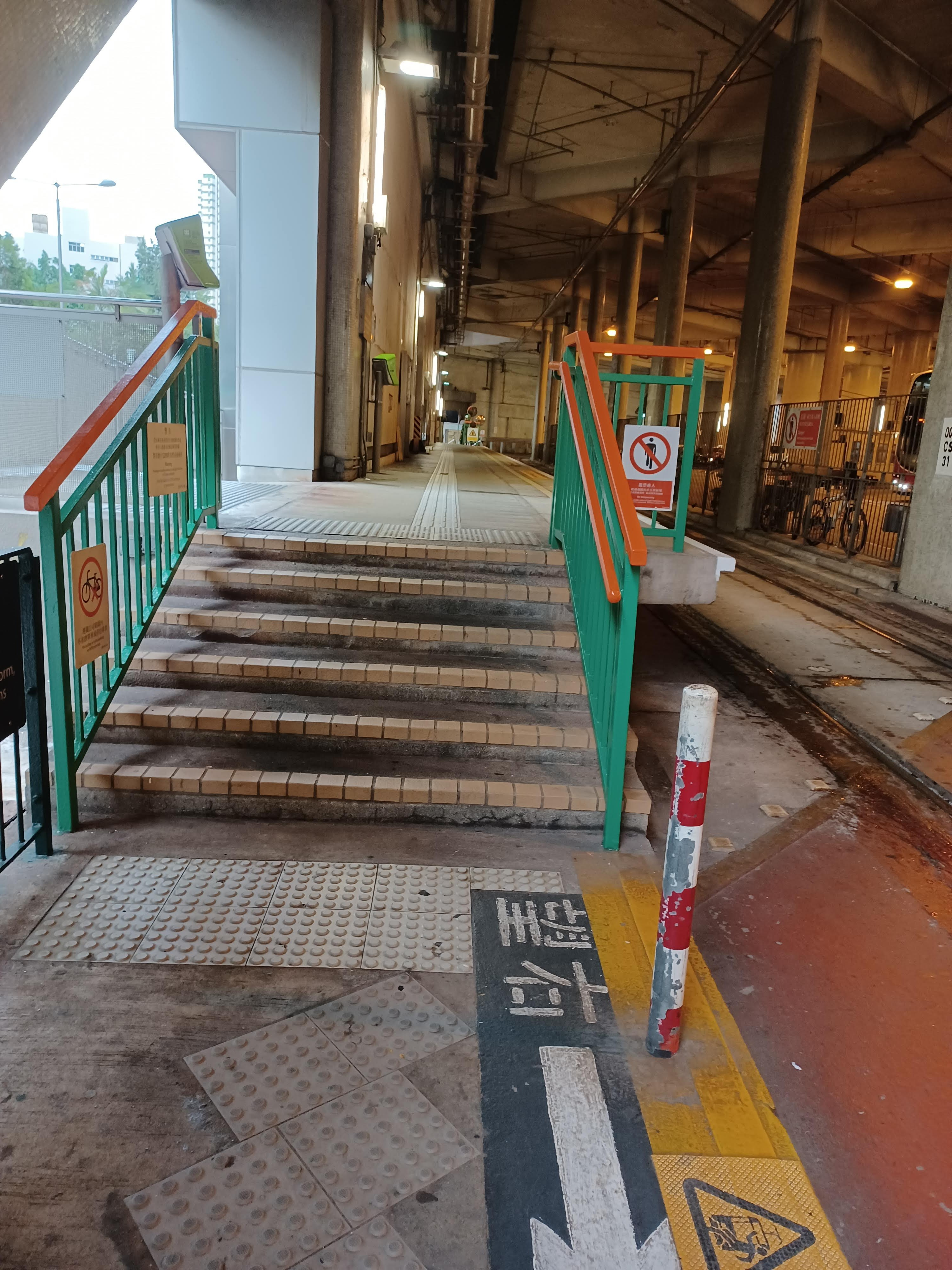
7番ホーム、降車専用

### 駅周辺
- 屯門碼頭
- 屯門海濱花園
- 海翠花園／海趣坊
- 邁亜美海湾
- 慧豊園
- 湖景邨

## 接続交通一覧
- MTRバス
  - 506 K52

オクトパスカード利用で乗り換え無料
- 九龍バス(KMB)
  - 59A 59M 59X 259B 259D B3

CITYBUS城巴
  - (海底トンネル経由) 962 962A 962P 962X X962

ミニバス
  - 44 44B 47S

渡船
  - 富裕小輪：ランタオ島方面
    - 屯門 ↔ 東涌 ↔ 沙螺湾 ↔ 大澳

  - 西北航運快線：中国本土方面
    - 屯門 ↔ 深圳蛇口

## 歴史

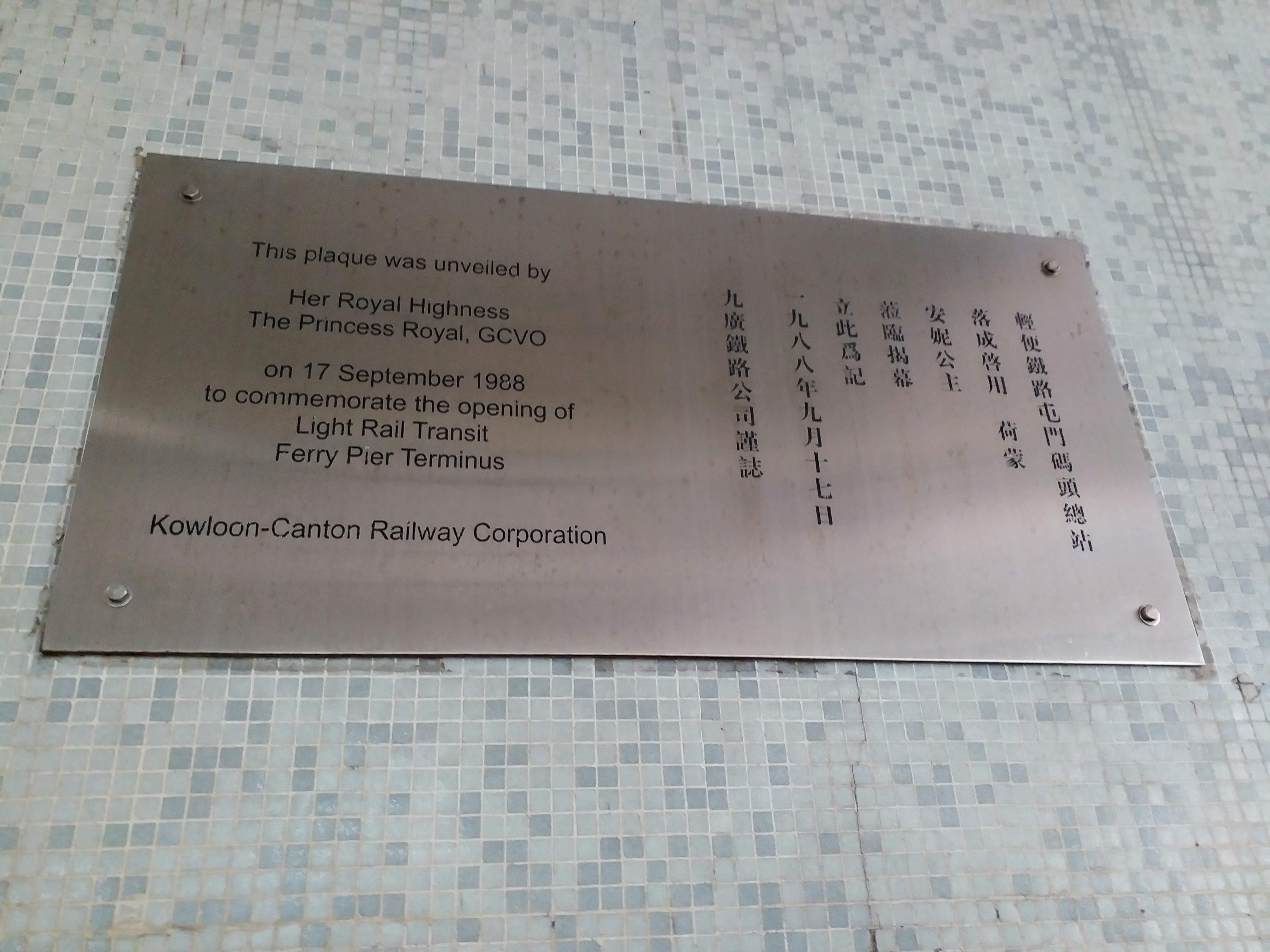
屯門碼頭駅 軽鉄開通記念プレート(1番ホーム付近)

1988年9月18日の当駅開業時は屯門碼頭站（Ferry Pier Stop）及び屯門碼頭総站（Ferry Pier Terminus）の名称とされたが、

九広鉄路(KCR)とMTRの合併後、駅名称を統一するため、2010年6月13日に屯門碼頭站だけを用いることとし、英文名称をTuen Mun Ferry Pier Stopに改めた。以降MTRではこの名称を使用している。